# Silberhorn (bergstopp i Liechtenstein)
Silberhorn är en bergstopp i Liechtenstein. Den ligger i den sydöstra delen av landet, 9 km sydost om huvudstaden Vaduz. Toppen på Silberhorn är 2 150 meter över havet. Silberhorn ingår i Rhätikon.